# Joseph-Décius-Nicolas Mayran
Pour les articles homonymes, voir Mayran.
Joseph-Décius-Nicolas Mayran, né le 19 janvier 1802 à Saint Domingue et mort le 22 juin 1855 à Sébastopol, est un militaire français.
Général de division sous le Second Empire, il est mort pendant la guerre de Crimée.

## Biographie

### Naissance et jeunesse
Il est le fils du lieutenant-colonel commandant de l’artillerie de Saint-Domingue, ancien aide de camp de Toussaint Louverture (1797), mort le 13 février 1802 Nicolas Mayran, et de Catherine Madeleine Corbinières. Son parrain est le général de brigade François-Marie Perichou de Kerversau, chef des dragons de Saint-Domingue qui deviendra par la suite préfet colonial de Guadeloupe.
Il n’a que 25 jours quand son père meurt, le 8 février 1802, en tentant de s'emparer de nuit de la ville de San Dominguo pour la livrer à Kerversau, chargé par le général Leclerc de débarquer dans la partie espagnole de l'île lors de l'expédition de Saint-Domingue. 
Devenue veuve, sa mère retourne en France afin de mettre ses deux fils sous la protection du gouvernement.

### États de service
En 1809, à l’âge de 7 ans, il est admis, ainsi que son frère Alexis, au Prytanée de La Flèche.
Il est admis, le 2 novembre 1819 dans la 2e promotion de Saint-Cyr et en sort le 5 octobre 1821 avec le grade de sous-lieutenant. 
En 1821, il est gradé garde du corps du roi de 3e classe (Compagnie de Gramont).
En 1823 et 1824, il prend part à l’Expédition d’Espagne, campagne menée par la France de la Seconde Restauration pour rétablir sur son trône le roi Ferdinand VII d'Espagne.
En 1828, il est garde du corps du roi de 2e classe (lieutenant).
En 1830, le licenciement de la maison militaire du roi Charles X le rend à la vie civile. L’inaction lui pesant il écrit au Ministre de la guerre Gérard les mots suivants : « Fils d’un officier d’artillerie mort sur le champ de bataille, j’aspire à marcher sur ses traces ». Le ministre, qui estime la réputation « de fidélité, de tenue dans les circonstances graves et de discipline » de cette unité accepte sa demande de réintégration dans l’armée.
Il se distingue par sa bravoure lors de la Campagne de Belgique de 1831 et 1831 et le Maréchal Gérard le propose au grade de capitaine. C'est pendant cette campagne qu'il se lie au futur maréchal de Castellane, dont il deviendra un intime. 
Le 27 avril 1836, il est nommé adjudant-major au 1er bataillon de la Légion étrangère. Il acquiert la réputation d’un officier infatigable, expérimenté et vaillamment courageux aux avant-postes.
Blessé d’un coup de feu au bras droit lors du siège de Constantine, il est cité à l’ordre de l’armée pour sa conduite valeureuse. Son bras restera paralysé.
Il est nommé chevalier de la Légion d'honneur, le 11 novembre 1837, remise par Guillaume-Auguste de Hulsen, Colonel de la Légion Étrangère.
En 1840, à nouveau cité deux fois à l’ordre de l’armée pour sa participation à l’expédition de Médéah et à la sanglante attaque du col de la Mouzaia, il gagne sur le champ de bataille le grade de chef de bataillon.
Le 21 juin 1840, il est à la tête du 61e de ligne.
Le 30 mai 1841, de retour en France, il est nommé chef de corps du 1er bataillon de chasseurs à pieds où sa faculté d’organisation est remarquée.
Nommé lieutenant-colonel, il est de retour en 1845 en Afrique. A la tête du 60e et du 5e de ligne, il fait les campagnes de 1845, 1846, 1847. Le général Henri de Carondelet écrira de lui : « Mayran, qui n’était encore que lieutenant-colonel, a exercé le commandement supérieur du cercle de Tlemcen de telle façon qu’on peut dire que son administration, probe et loyale autant que ferme et éclairée, n’est pas le moins glorieux de ses titres à la reconnaissance de la France ».
Le 22 avril 1847, il est nommé au grade de colonel et prend la tête du 58e de ligne.
le 7 juin 1850, il devient officier de la Légion d’honneur.
Le 2 décembre 1851, à Paris, il prête la main au coup d’État de Louis-Napoléon Bonaparte, qui le remarque à cette occasion.
Le 22 décembre 1851, il est nommé général de brigade, il commande en 1851 la 3e subdivision de la 7e division militaire à Avignon, puis en 1852 la 2e subdivision de la 5e division militaire (Meuse).
Le 18 mai 1852, il épouse, à Sainte-Menehould, Marie-Camille de Chamisso (1824-1891) et s’installe aux Islettes commune très proche de Villers-en-Argonne d’où est originaire la belle-famille de Chamisso. C'est pendant cette période que son épouse donne naissance à ses fils Casimir(1854-1902) et Louis (1854-1931).
En 1854, il est détaché et reçoit le commandement du corps d’occupation de la Grèce, la brigade Mayran s’embarque au mois de juin 1854 pour aller occuper Le Pirée. Il reçoit un accueil bienveillant du gouvernement grec, le Moniteur de l'Armée fera notamment écho d'un grand banquet de fraternisation au Parthénon organisé, le 22 juin, par le général Dimítrios Kallérgis, ministre de la Guerre grec, en l'honneur des officiers français et anglais.
Le 9 août 1854, il est fait commandeur de la Légion d’honneur, la croix lui est remise le 16 septembre 1854 par le baron Alexandre Forth-Rouen des Mallets, Ministre plénipotentiaire de France en Grèce.
Pendant son séjour, il met à la disposition du gouvernement grec les médecins et infirmiers du corps d'occupation pour soigner les malades du choléra dans les hôpitaux d'Athènes, geste salué par le Premier Ministre grec Aléxandros Mavrokordátos dans un courrier à l'ambassadeur de France.
Le 7 novembre 1854, la Brigade Mayran embarque à bord de la frégate l'Asmodée et des avisos Le Chaptal, Le Brandon et Le Solon, rejoint Constantinople, puis Sébastopol en Crimée où la Brigade Mayran devient la 1re de la 6e division.
Le 10 janvier 1855, nommé général de division, Mayran atteint le sommet de sa carrière quand il succède au prince Napoléon dans le commandement de la 3e division du 2e corps de l’armée d’Orient mené par le général Bosquet. Sous ses ordres répondent les Généraux de brigade de Lavarande (1e brigade), de Faillly (2e brigade), le 19e bataillon de chasseurs à pied, le 2e régiment de Zouaves, le 4e régiment d’infanterie de Marine, le 95e Regiment d’infanterie et le 97e régiment d’infanterie.
Dans la nuit du 21 au 22 février 1855, les Russes bâtissent la redoute Selenginsk à l'extrémité du plateau d'Inkerman qui pose une menace stratégique car elle prend de flanc tout le plateau de Malakoff. Mayran donne au général de Monet et au Colonel Cler du 2e Zouaves les instructions d'attaquer la redoute, de la détruire et de se replier avant l'arrivée des renforts russes. Les Français pénètrent dans la redoute, mais s'apercevant de l'infériorité numérique des Français les Russes finissent par repousser l'assaut. Les pertes occasionnées se chiffreront à 94 hommes presque tous du 2e Zouaves. Le général en chef Pélissier présentera cet épisode comme une victoire, les buts fixés « ayant été atteints » et quelques jours plus tard Cler sera promu général de brigade.

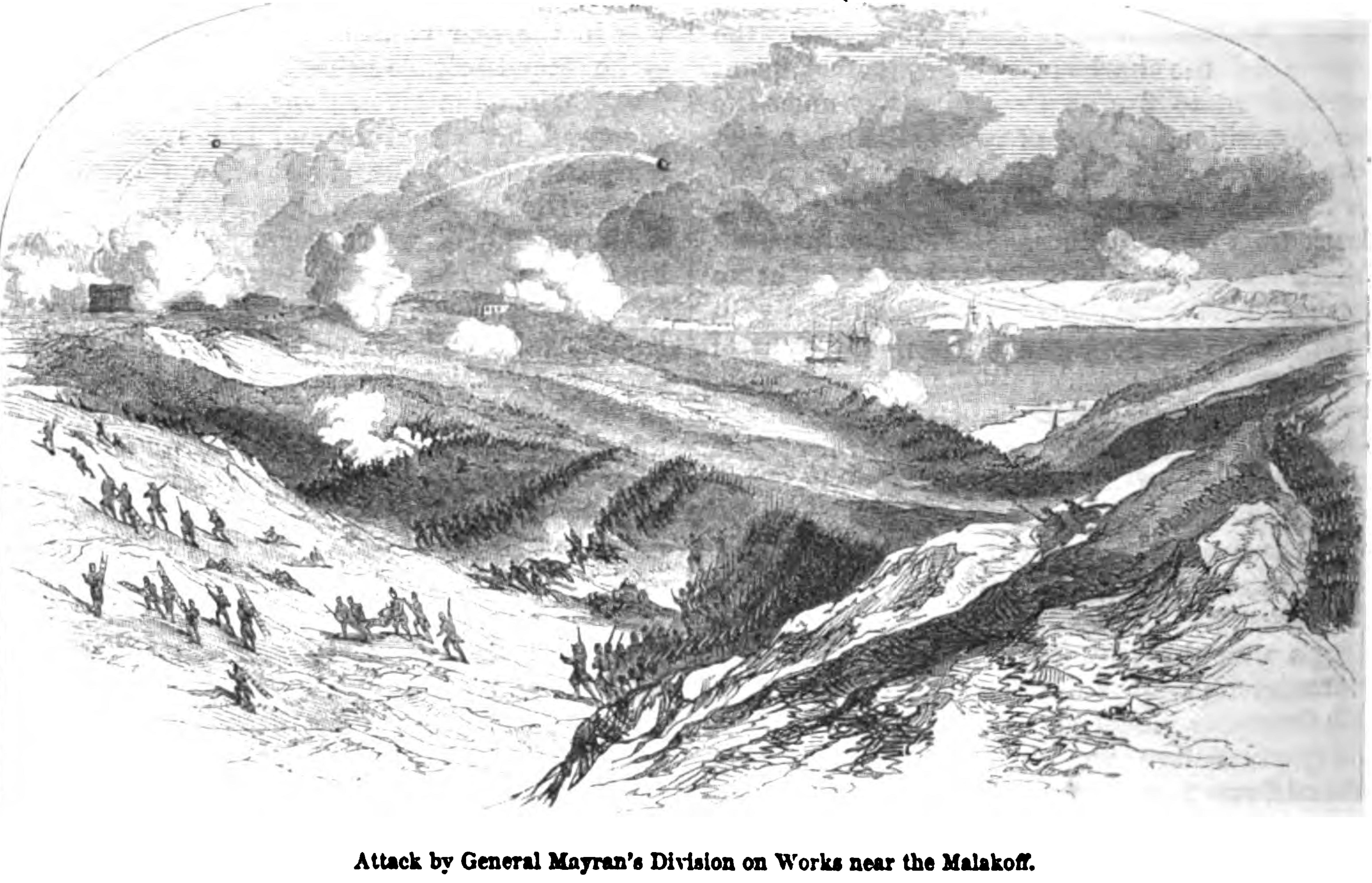
La division Mayran attaque la tour de Malakoff, 18 juin 1855.

Le 7 juin 1855, Mayran lance à la tête de sa division une charge victorieuse à la baïonnette des ouvrages blancs du Carênage. Sous un feu de mitraille terrible, la colonne Lavarande surgit des tranchées, attaque, pénètre par des brèches et s’empare après un sanglant combat de la redoute Volhynie. Simultanément la colonne menée par de Failly attaque en masse compacte, franchissent les 400 mètres qui les séparent de la redoute Selenginsk, sautent dans les fossés, se font la courte échelle, grimpent les parapets  et pénètrent dans la redoute par les embrasures. Un corps à corps s'engage alors dans un carnage qui n’épargne ni Français ni Russes. Finalement les Français prennent la redoute et les Russes fuient vers la batterie dite « du 2 mai ». Ils en sont chassés à la baïonnette. À ce moment-là, le général Mayran met sa casquette au bout de son sabre et crie « Vive l'empereur ! », cri repris par ses soldats qui porte au loin la nouvelle de la victoire. Suivant les ordres de Mayran, une troupe d'environ 150 soldats menés par le lieutenant-colonel Larrouy entreprennent alors de poursuivre les Russes sur la grand-route menant à Sébastopol sur le versant gauche. Les Français parviennent à couper la retraite russe en prenant le pont de l'aqueduc et capturent 400 prisonniers dont 42 officiers. Les Français ont l'ordre de se maintenir dans les positions prises, mais alors que les ordres s'exécutent lentement dans le désordre de la bataille, arrive une très importante colonne russe protégée par les tirs de deux frégates. La retraite est sonnée, les Français ont beau abandonner les avant-postes arrachés par zèle à l'ennemi, ils conservent les ouvrages blancs qu'ils ont conquis.
Le 18 juin 1855, ordonnant prématurément l’attaque de la tour Malakoff, le général est frappé au-dessus du cœur par un biscaïen de grappe marine qui lui cassa deux côtes lui enfonça le poumon gauche.
Le 22 juin 1855, après 2 jours de grande souffrance il meurt des suites de ses blessures. Son cœur est rapporté en France à sa famille pour y être déposé dans la chapelle de son château. Son corps est d'abord enterré au cimetière du moulin d'Inkerman puis, à une date qu'on ignore, entre 1863 et 1865, inhumé dans le tombeau des officiers situé au centre de l'ancien cimetière militaire français de Sébastopol.
S’il y a peu de représentations ou d’écrits du général Mayran, il est dépeint par ses contemporains comme un officier de très grande taille, au commandement énergique, intrépide, exigeant et de nature inquiète. On citera notamment le général Lebrun :  « Ce qui distinguait particulièrement le général Mayran, dans son existence matérielle, c'était un mépris extrême du bien-être, une frugalité de Spartiate, c'était le soin que lui inspiraient ses devoirs militaires, qu'il remplissait avec sévérité à l'égard de tous ceux qu'il commandait, avec une sévérité plus grande encore vis-à-vis de lui-même. »

## Hommages

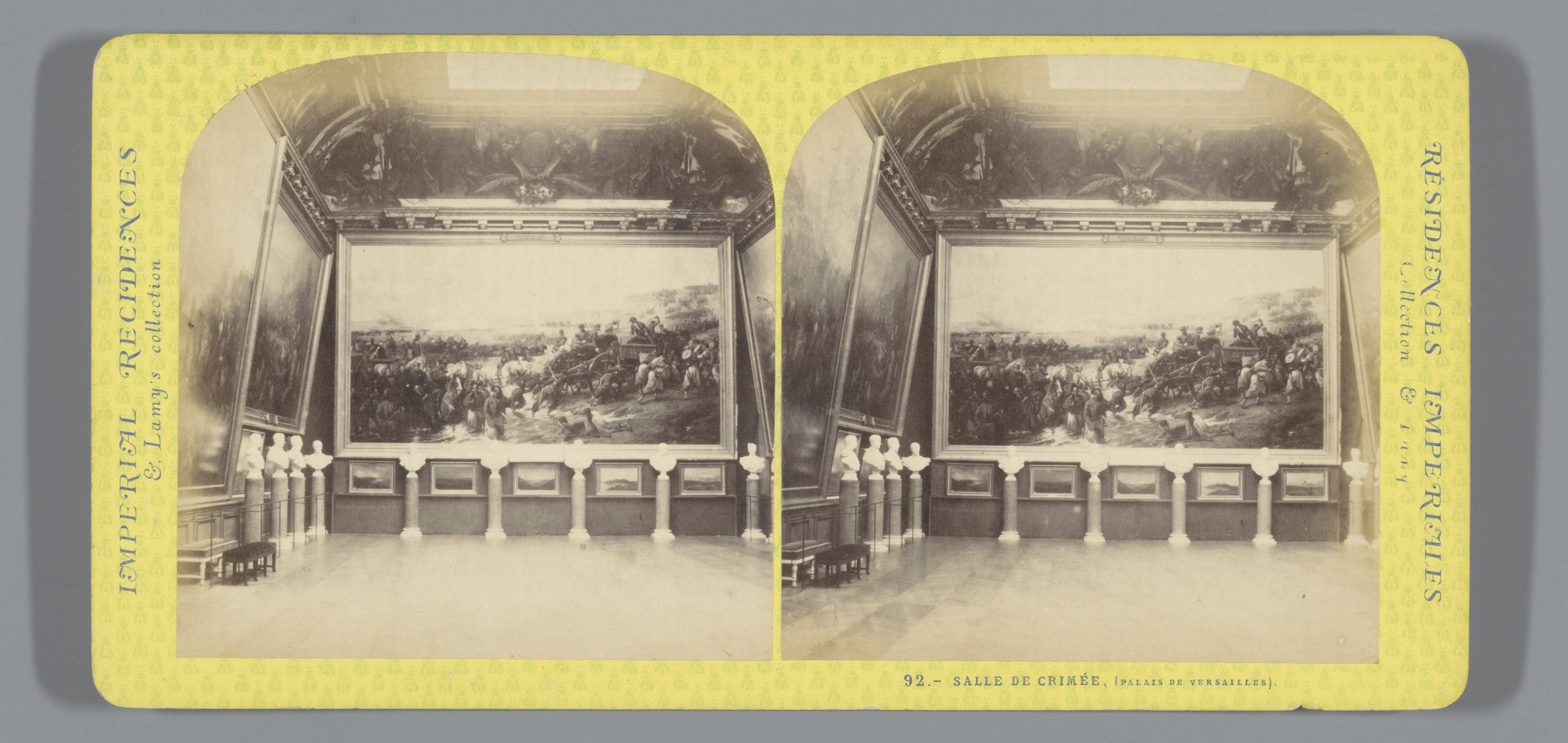
Salle de Crimée, château de Versailles, XIXe siècle.

- Napoléon III écrira à sa veuve les mots suivants : « Madame, je veux être un des premiers à m'associer à votre douleur et à vous dire combien je déplore avec vous la cruelle perte que vous venez de faire. Si cependant quelque chose pouvait adoucir votre juste et profonde affliction, c'est la pensée qu'en succombant avec gloire pour la France, le général Mayran emporte avec lui sa reconnaissance, son estime, ses regrets et les miens en particulier. Comptez donc, Madame, sur l'intérêt sincère que m'inspire votre position en cette fatale circonstance et croyez à tous mes sentiments. NAPOLEON[16]. »
- Un buste en marbre du général commandé par Jean-Baptiste Vaillant Ministre de la Guerre et sculpté par de Nogent a été présent dans la salle de Crimée du Château de Versailles aux côtés des bustes de sept autres généraux. On ignore aujourd'hui ce qu'il est advenu de ces œuvres[17].

- La rue Mayran à Paris, située dans le 9e arrondissement de Paris, porte son nom. Elle fut ouverte par décret du 19 mars 1862 et prend sa dénomination actuelle par décret du 2 mars 1864.

- La caserne Mayran à Mayenne, fut construite en 1875 pour accueillir le 102e régiment d’infanterie[18]. Elle héberge les 125 militaires de l’escadron de gendarmerie mobile, sert également de centre d’instruction régional pour toute la zone ouest de gendarmerie et en 2020 a accueilli le centre de formation des gendarmes adjoints volontaires[19].

## Autres
- Le général Mayran était un collectionneur d'antiquités. En 1855 sa collection d'antiquités grecques fit l'objet d'une donation au Musée de Verdun[20]. Les circonstances de la découverte des objets sont inconnues mais on suppose que les pièces furent réunies au cours du séjour qu'il fit en Grèce en tant que chef du corps d'occupation du Pirée. Un compte-rendu de 1855 de la Société philomatique de Verdun rapporte qu'un bas relief en marbre toujours présent dans les collections du musée fut offert au Général Mayran par le général Kallergis, Ministre de la Guerre de Grèce à la suite d'une négociation diplomatique[21].
- Mayran était un ami intime du Maréchal de Castellane, officier servit avec loyauté tous les régimes en conservant dit-on des préférences politiques légitimistes. On raconte qu'ayant appris la mort de Mayran, Napoléon III donna l'ordre à l'un de ses aides de camp de télégraphier la nouvelle au Maréchal à Lyon. L'officier s'empressa d'envoyer un laconique "Il est mort". "Il" pour le Comte de Castellane, ce ne pouvait être que l'Empereur. Aussitôt il rédige et fait imprimer un manifeste qui proclame Henri V roi de France. Le préfet de Lyon pressé d'afficher le manifeste obtient un sursis pour éclaircir l'affaire et télégraphie au Ministère de l'Intérieur qui éclaircit l'énigme. Le secret du manifeste ayant fuité, l'ex-roi de Westphalie Jérôme Bonaparte et son fils le Prince Napoléon s'empressent de se rendre aux Tuileries pour demander la destitution de Castellane. Ce à quoi Napoléon III aurait répondu en riant: « Mais non, voyez-vous mon cher oncle, j'aime bien les gens qui savent vite prendre leur parti, comme Castellane[22],[23] ». Castellane dans son Journal qualifiera cette anecdote de « fable inventée à plaisir » et de « fort mauvaise plaisanterie[24] »
- Mayran aurait élevé[6] le pupille Jean-François Frédéric Lourde (1817-1887)[25], qui après avoir été admis à Saint-Cyr (promotion 1835-1837), sera son aide de camp à partir du 30 mai 1854, et deviendra plus tard général de division.